# Tweeënhalfdimensionaal
Tweeënhalfdimensionaal, ook wel 2,5D of pseudo-3D genoemd, is een visueel perspectief waarbij een mix van twee- en driedimensionaal wordt toegepast. Het bevat grafische 2D-projecties en technieken die doen lijken alsof ze 3D zijn, maar dat in feite niet is omdat driedimensionale attributen ontbreken.
De term wordt onder meer gebruikt in geo-informatica en databaseontwerp, maar is ook terug te vinden bij computerspellen.

## Computergraphics

Een voorbeeld van parallax scrolling. Door een aantal tweedimensionale lagen met verschillende snelheid te laten scrollen wordt een diepte-effect verkregen.

Een vaak toegepaste techniek is om het gezichtspunt iets te roteren om een ander vlak te onthullen. De term verwijst ook naar het gebruik van effecten bij het ontwerpen van afbeeldingen waarbij een kleine 3D-illusie wordt gecreëerd door het gebruik van licht en schaduw of reflectie.

## Geschiedenis
De eerste computerspellen die 2,5D toepasten waren arcadespellen. Een van de eerste voorbeelden hiervan is Interceptor uit 1975 en Moto-Cross uit 1976. Met name race- en vliegspellen waren in die tijd populair om een pseudo-3D effect te creëren.
De eerste spelcomputer voor thuisgebruik die 2,5D toepaste in haar spellen was de Intellivision in 1983. Met het steeds sneller worden van gespecialiseerde grafische processors nam ook de rekenkracht toe die nodig is voor het berekenen van 3D-graphics. Hierdoor werd het gebruik van pseudo-3D overbodig.

## Technische aspecten
Een belangrijke reden voor het gebruik van 2,5D of pseudo-3D in computergraphics is dat het systeem nodig voor het berekenen en simuleren van een 3D-afbeelding niet krachtig genoeg is, maar wel in staat is om grafische 'trucs' toe te passen die het 3D-effect geven.
Voorbeelden hiervan zijn het gebruik van schaduwen of een afbeelding inzoomen, zodat het lijkt alsof deze dichterbij komt.